# Экономика Чечни
Экономика Чечни — 63-я экономика среди субъектов Российской Федерации по объёму валового регионального продукта, по итогам 2020 года.

## История

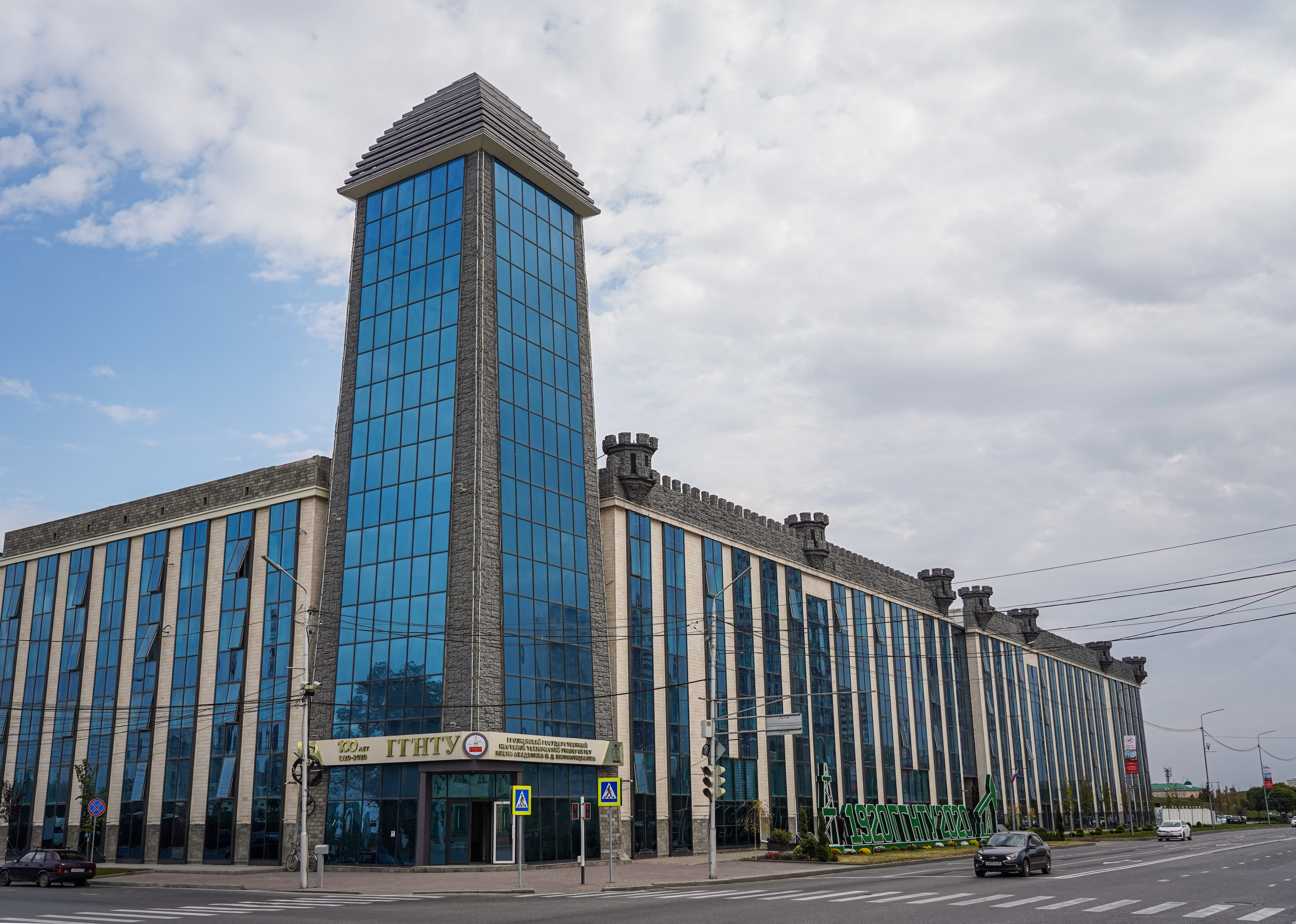
Грозненский нефтяной университет

Экономика постсоветской Чечни, как и на остальной части распавшегося СССР, упала до минимума. Во время двух «чеченских войн» экономика в республике была полностью разорена, а промышленность разрушена. Флагманы республиканской промышленности — НПЗ им. Шарипова, НПЗ им. Ленина, НПЗ им. Анисимова, ГХЗ, ЧЮЦЗ, ЗНМ «Красный Молот» были полностью разрушены во время войн 1994—1999 гг. Кроме Чири-Юртовского завода ни один из этих крупных предприятий не восстановлено (на 2023 год).
После восстановления контроля федерального центра над республикой в 2000 году началось экономическое возрождение Чечни. В 2006 году рост валового регионального продукта Чечни составил 11,9 %, в 2007 году — 26,4 %, в 2008 году — 10,5 %. За последние годы ВРП Чечни вырос более чем в 3 раза — с 23 млрд рублей в 2005 году до 70 млрд в 2010 году.
В августе 2015 года Чечня попросила федеральные власти списать ей 16,23 млрд руб. долга за электроэнергию и газ за период с 1999 по 2009 год, когда в регионе действовал режим контртеррористической операции (КТО).
За 20 последних лет в Чечне объём товаров собственного производства вырос почти на 13 %, сельского хозяйства — на 34 %, розничной торговли — на 18 %. В ходе реализации 194 инвестиционных проектов создано более 3,7 тыс. рабочих мест. Увеличивается заработная плата работников бюджетной сферы — на эти цели в бюджете 2022 года заложено около 3 млрд рублей. В модель экономического развития республики вошли пять прорывных проектов, общая стоимость которых составляет 116 млрд рублей.

## Структура экономики
Структура валового регионального продукта Чечни (по данным за 2010 год):
- Сельское хозяйство, охота и лесное хозяйство — 10,0 %
- Добыча полезных ископаемых — 2,7 %
- Обрабатывающие производства — 2,0 %
- Производство и распределение электроэнергии, газа и воды — 1,0 %
- Строительство — 14,1 %
- Торговля — 23,0 %
- Гостиницы и рестораны — 1,6 %
- Транспорт и связь — 5,3 %
- Финансовая деятельность — 0,4 %
- Операции с недвижимым имуществом, аренда и предоставление услуг — 2,9 %
- Государственное управление и обеспечение военной безопасности; социальное страхование — 20,8 %
- Образование — 8,6 %
- Здравоохранение и предоставление социальных услуг — 6,1 %
- Предоставление прочих услуг — 1,5 %

## Отрасли экономики

### Промышленность
В 2011 году объём производства в промышленности Чечни составил 13,6 млрд рублей, из которых на добывающую промышленность пришлось 32 %, на обрабатывающую — 8 %, на производство и распределение электроэнергии, газа и воды — 60 %.
По состоянию на 2008 год промышленность города Грозного представлена следующими крупными предприятиями:
- «Грознефтегаз»
- «Трансмаш»
- «Грозненский электромеханический завод»
- «Электропульт-Грозный»
- Грозненская экспериментальная мебельная фабрика
- Швейная фабрика «Беркат»
- Грозненский консервный завод
- 4 хлебозавода

В Гудермесе действует «Хим-завод». В Аргуне имеются «Пищемаш» (производство автомобилей «ВАЗ»), ТЭЦ, ЖБЗ.

### Топливно-энергетический комплекс
В структуре экономики Чечни преобладает нефтегазовый сектор.
Чечня занимает 24 место среди субъектов Российской Федерации по объёму добычи нефти и 18 место — по добыче природного газа (по данным на 2010 г.). По состоянию на 2009 год из 1300 существующих нефтяных скважин добыча ведётся на 200. Существуют планы по строительству нефтеперерабатывающего завода в Грозном.

#### Нефтяная промышленность
До 1994 года нефтяная промышленность Грозного была представлена следующими предприятиями:
- Грозненский нефтеперерабатывающий завод имени В. И. Ленина
- НПЗ им. Шерипова
- Новогрозненский нефтеперерабатывающий завод имени Анисимова
- Грозненский химический завод имени 50-летия СССР
- ИПТ «Оргнефтехимзаводы»
- Грозненский нефтяной научно-исследовательский институт
- трест «Грознефть»

#### Энергетика

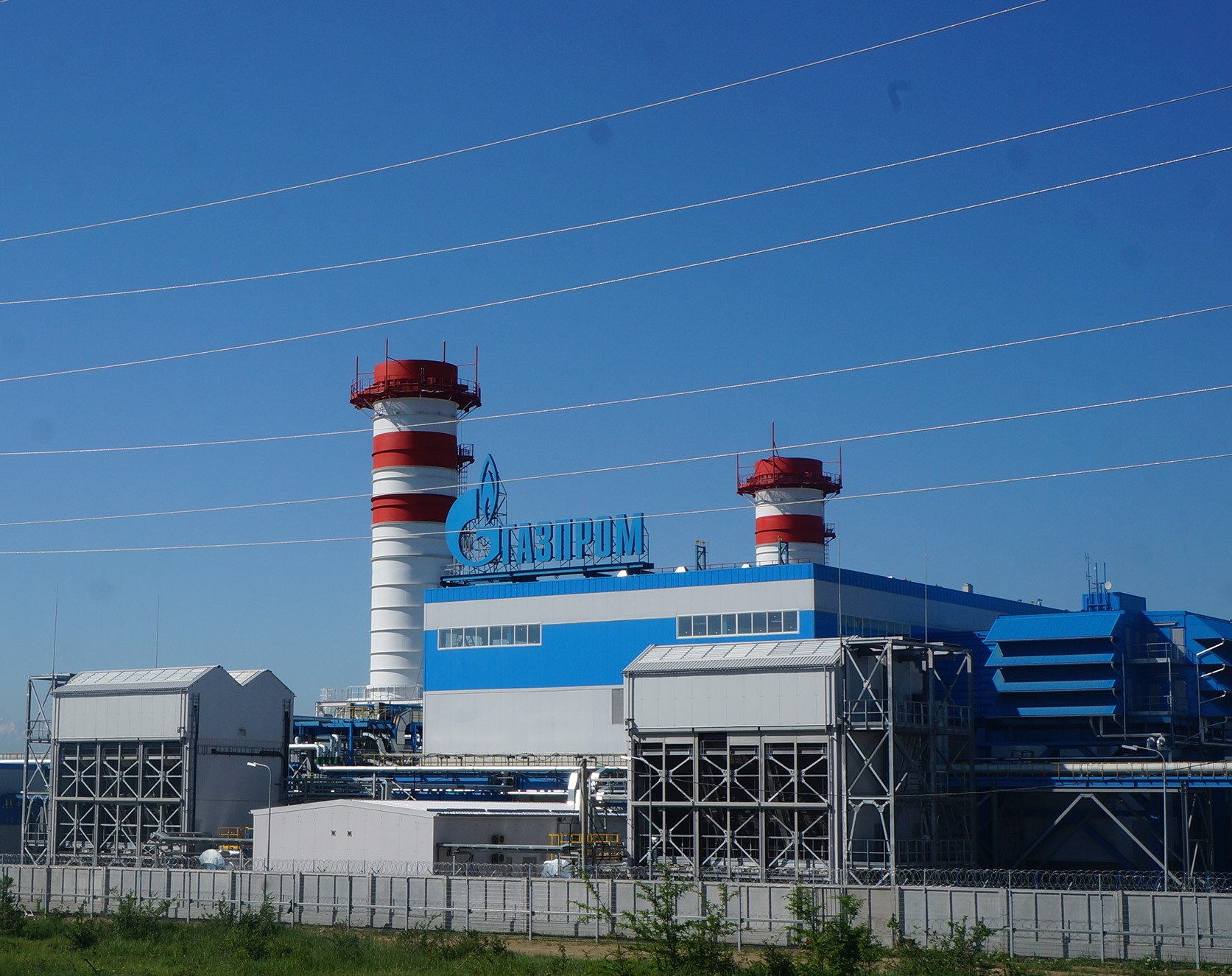
Грозненская ТЭС-3

По состоянию на декабрь 2020 года, на территории Чечни эксплуатировались две электростанций общей мощностью 361,3 МВт, в том числе одна тепловая электростанция и одна малая ГЭС. В 2019 году они произвели 705,5 млн кВт·ч электроэнергии. Особенностью энергетики региона является доминирование одной электростанции, Грозненской ТЭС, обеспечивающей практически весь объём выработки электроэнергии.

#### Пищевая промышленность
В Гудермесе действуют хладокомбинат (производство мороженого) и завод по изготовлению лимонада. В Аргуне имеется сахарный завод.

### Транспорт

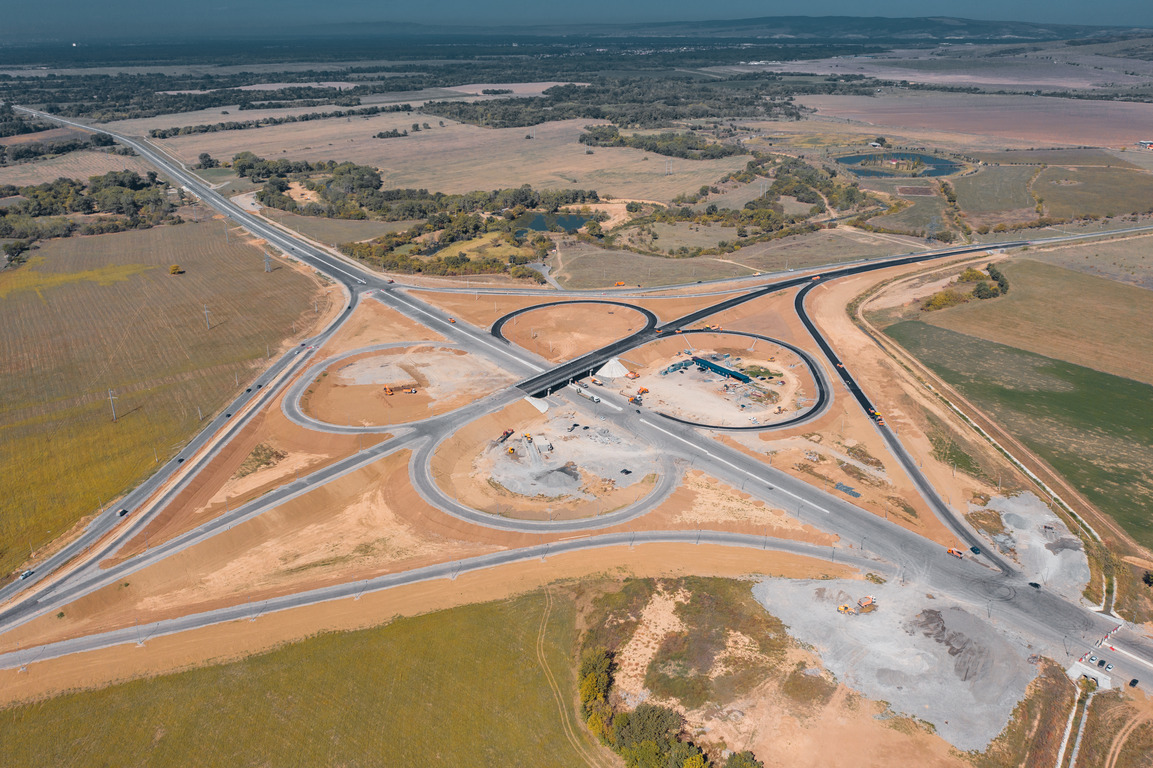
Строительство развязки в Гудермеском районе. 2019 год

В Чечне имеются автомобильный и железнодорожный транспорт. Длина железных дорог общего пользования — 304 км. Грузооборот автомобильного транспорта — 1872 млн т*км, пассажирооборот автобусного транспорта общего пользования — 388 млн пассажиро-километров (2010 г.).
Воздушный транспорт представлен аэропортом «Грозный»

### Торговля
Оборот розничной торговли — 55,5 млрд рублей (2009 г.).
Крупнейшим торговым центром Чечни является город Грозный, на который приходится свыше 50 % розничного товарооборота республики. В Гудермесе имеется множество магазинов, крупнейшими являются «Детский мир», торговый центр «Космос», салон мебели «Аризона», торговый дом «Жемчужина», есть Центральный рынок.

### Финансы
Доходы консолидированного бюджета Чечни в 2010 году составляли 65 млрд рублей, расходы — 66 млрд рублей. Поступление налогов, сборов и иных обязательных платежей в бюджетную систему России в том году — 9,9 млрд рублей.
В 2010 году объём инвестиций в экономику Чечни составил 40 млрд рублей. Этот же показатель на душу населения — 31,2 тыс. рублей на человека, что в два раза ниже среднего показателя по России, но выше среднего показателя по Северо-Кавказскому федеральному округу.

### Сельское хозяйство

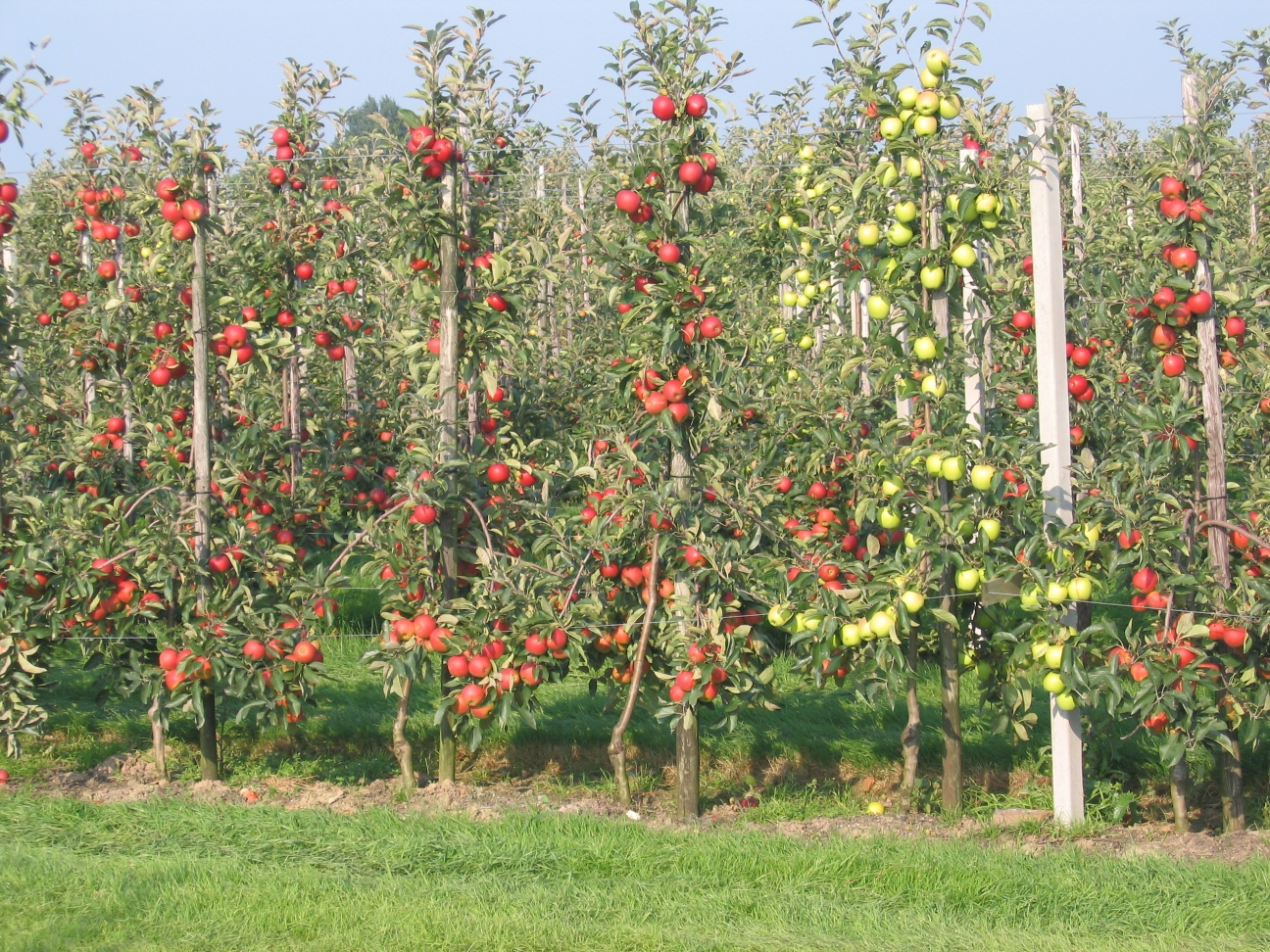
Яблоневый сад

Объём продукции сельского хозяйства — 11 млрд рублей (2010 г.). Ведущей отраслью сельского хозяйства является животноводство (70 % продукции с/х), на растениеводство приходится 30 %.
В Чечне ведётся выращивание зерновых культур, виноградников, овощей. Посевная площадь сельхозкультур в 2010 году составила 189 тыс. гектаров, из которых на зерновые культуры пришлось 54 %, на кормовые культуры — 33 %, на технические культуры — 8 %, на картофель и овощебахчевые культуры — 5 %. Производство зерна составляет 126 тыс. тонн, сахарной свёклы — 40 тыс. тонн, картофеля — 22 тыс. тонн, овощей — 26 тыс. тонн.
В 2020 году урожай зерновых и зернобобовых культур составил 488,8 тыс. тонн (на 321,2 тыс. тонн больше, чем в 2019 году), при росте средней урожайности до 28 ц/га. На 10 ноября обмолочено около 174,5 тыс. га или 99,7 % всех площадей.
В последние годы в Чечне наблюдается устойчивый рост сельхозпроизводства. С 2004 по 2010 год индекс производства продукции сельского хозяйства вырос на 41 %.
В сфере животноводства развиты птицеводство, овцеводство . Ведётся разведение крупного рогатого скота (КРС). Поголовье КРС в 2010 году составило 211 тыс., овец и коз — 195 тыс. Производство мяса в убойном весе — 21 тыс. тонн, молока — 263 тыс. тонн (2010 г.).
На 1 июля 2019 года поголовье крупного рогатого скота 252.533 головы, в том числе коров — 119.880 животных. Численность овец и коз 237.537 голов, поголовье птицы 1,3 млн голов.
Поголовье мелкого рогатого скота на 1 января 2020 года составило 254,6 тыс. голов или 106,7 % к уровню прошлого года.

## Трудовые ресурсы и доходы населения
В 2019 году численность занятого населения 524 000 чел. По данным выборочного обследования рабочей силы, численность занятого населения в Чеченской Республике на 1 января 2020 года составляла 548,5 тыс. человек, по итогам III квартала 2020 года произошло снижение на 29,9 тыс. человек, или на 5,4 %, и на 1 октября 2020 года данный показатель составил 518,6 тыс. человек. Так, в 2009 году занятыми были 256 тыс. жителей Чечни, в 2007 году — 228 тыс., в 2002 году — 92 тыс.
Несмотря на постоянный рост занятости, безработица остаётся для Чечни большой проблемой. К 2010 году без работы находилось 235 тыс. жителей Чечни. Таким образом уровень безработицы составил 43 % (для сравнения — в 2006 году безработными были 308 тыс. человек).
Среднемесячная зарплата работников организаций — 22,3 тыс. рублей, средняя пенсия — 10,4 тыс. рублей (данные за 2015 год).